# Днепровский троллейбус
Днепро́вский тролле́йбус (укр. Дніпровський тролейбус) — общественный транспорт города Днепра. Запущен 7 ноября 1947 года. Троллейбусное движение осуществляется до 23:55 в будние дни, в праздничные и выходные дни некоторые маршруты работают по сокращенному графику.

## История
1947 год — при управлении Днепровского трамвая создана троллейбусная служба. На территории первого трамвайного депо выделили помещения для ремонта и осмотра троллейбусов. В Харьков направлена группа работников для овладения профессиями, связанными с ремонтом и эксплуатацией троллейбусов.
7 ноября 1947 года — после праздничной демонстрации, открыто троллейбусное движение. Четыре машины фирмы «MAN», которые поступили из Черновцов и Киева, курсировали от хлебозавода возле центрального железнодорожного вокзала до ул. Баррикадной.
1948 год — построена новая троллейбусная линия от горисполкома до парка им. Тараса Шевченко. Троллейбусы начали курсировать от вокзала до парка — по второму маршруту. Поступили первые 8 машин отечественного производства МТБ-82
1949 год — построена новая троллейбусная линия от ул. Центральной к исполкому АНД района через Днепр по деревянному мосту.
1 сентября 1949 года — Управление трамвая переименовано в Днепропетровское трамвайно-троллейбусное управление.
1956 год — открыт троллейбусный маршрут № 3 через железнодорожный мост к заводу им. Карла Либкнехта.
1957 год — новая троллейбусная линия (маршрут № 4) длиной 16 км связала рабочий район по проспекту Калинина (современный проспект Сергея Нигояна) с парком им. Т. Шевченко. Троллейбусное депо пополнилось девятью машинами. Они появились на маршруте № 2 «Вокзал — Парк им. Тараса Шевченко».
1959 год — накануне октябрьских праздников открыт новый маршрут № 5, который пролегал от улицы Серова (ныне — улица Фабра) до ул. Парковая (ул. Независимости).
1960 год — введен в эксплуатацию троллейбусные маршруты № 6 «Вокзал — просп. Карла Маркса — Подстанция» и № 7 «Вокзал — ул. Холодильная». В город поступили два новых троллейбуса ЗиУ-5. Принято решение о переводе электротранспорта на работу без кондуктора. По троллейбусному маршруту № 1 курсировал троллейбус МТБ-82Д (№ 39), с которого началось бескондукторное обслуживание пассажиров.
1961 год — открыто троллейбусное депо в поселке Новое Клочко на 100 машин, до этого базировались на территории трамвайного депо № 1. Введены в эксплуатацию новые кольцевые маршруты «А» и «Б» общей протяженностью 32,7 км. В новом троллейбусном депо построена тяговая подстанция.
1962 год — в город поступили 15 троллейбусов, из них 10 ЗИУ-5 и 5 Škoda 9Tr. Встали в порядок действующие седьмая и восьмая тяговые подстанции.
1963 год — открыт маршрут № 8 («просп. Пушкина — Завод металлоизделей»). Троллейбусный парк пополнился 32 новыми машинами Зиу-5 и Киев-2. Все 11 троллейбусов Škoda 8Tr и Škoda 9Tr были отправлены в Симферополь.
1964 год — очередное пополнение парка, поступили новые 24 троллейбусные машины Зиу-5 и Киев-2. На балансе предприятия 130 машин.
1967 год — в управление поступило 34 троллейбуса. Открыто движение троллейбусов по новому автодорожному мосту. Троллейбусному депо присвоено звание «Предприятие высокой культуры производства».
1968 год — поступило 42 троллейбуса.
1969 год — протяженность троллейбусных маршрутов увеличилась на 15,2 км. Открыт маршрут № 9 «пл. Октябрьская — завод „Полимермаш“». Получено 23 троллейбусные машины.
1971 год — сдан в эксплуатацию троллейбусный маршрут № 10, протяженностью 9 км «пл. Октябрьская — ж/м „Победа“».
1972 год — открыт троллейбусный маршрут № 11 «ж/м „Тополь-3“ — Завод металлоизделий».
1973 год — открыт троллейбусный маршрут № 12. Он связал центр города с ж/м «Победа», а также маршрут № 13 от центра до жилого массива «Красный Камень».
1974 год — началось внедрение передового опыта киевлян. На улицах Днепропетровска появились троллейбусные поезда из двух троллейбусов Škoda 9T. Открыты троллейбусные маршруты № 14 «ЦУМ — ул. Осенняя» и № 15 «пл. Островского (ныне — Старомостовая площадь) — ул. Осенняя». Построены новые тяговые подстанции. Протяженность троллейбусных линий увеличилась на 12 километров. В город поступили 45 троллейбусов Škoda 9Tr.
1975 год — открыт маршрут № 16 от Октябрьской площади до жилого массива «Тополь». Протяженность 17,4 км
1976 год — открыт новый маршрут от завода «Полимермаш» до жилого массива «Тополь». Начато строительство троллейбусного депо № 2.
1978 год — получено 25 троллейбусов.
1979 год — продлены троллейбусные маршруты № 11, 16. С апреля водители освобождены от продажи абонементных талонов.
1980 год — 20 июля вступило в строй троллейбусное депо № 2 на улице Героев Сталинграда. Получено 70 троллейбусов Зиу-682. Открыто троллейбусное сообщение от Октябрьской площади до цеха КГШ завода «Днепрошина». На балансе предприятия насчитывается 310 троллейбусных машин. Протяженность троллейбусных линий составляет 166,2 км
1981 год — открыт троллейбусный маршрут № 14А, протяженностью 3,6 км от цеха «Ш» завода им. Карла Либкнехта до просп. им. Газеты «Правда». Троллейбусный маршрут № 17 соединил центр города с жилым массивом «Клочко-6», его протяженность 17,9 км. Установлена прямая транзитный связь между центральным диспетчером и шестью диспетчерскими пунктами по троллейбусу.
1985 год — построен диспетчерский пункт в троллейбусном депо № 2 и помещения станции № 16. Открыт Евпаторийский путепровод. За год получено 20 троллейбусов.
1987 год — выведены из пассажирской эксплуатации троллейбусы ЗиУ-5.
1990 год — открыт маршрут № 18 из центра в ж/м «Березинский» и ж/м «Левобережный-1».
1991 год — открыт троллейбусный маршрут № 19 («ул. Каверина — „Тополь-3“».
1992 год — открыты маршруты № 20 из центра к ж/м «Левобережный-3» и № 21 "ДИИТ — ж/м «Тополь-3». 31 января на испытания вышли первые троллейбусы «Южмаша». За год получено 16 троллейбусов.
1993 год — решением сессии городского совета в виде эксперимента 3 апреля установлен бесплатный проезд в трамваях и троллейбусах. Получено 25 пассажирских троллейбусов.
1994 год — в декабре решением сессии городского совета в трамваях и троллейбусах снова установлен платный проезд. Для обилечивания пассажиров на работу принято более 600 кондукторов. Стоимость проезда изначально составляла 1000 крб., Однако впоследствии неоднократно повышалась. На балансе предприятия насчитывалось 318 троллейбусов. На линию каждый день в среднем выходило 185 машин. Они курсировали на 24 троллейбусных маршрутах. Протяженность маршрутов трамвая составляла 193 км. За год получено 16 троллейбусов (10 ЮМЗ Т1 и 6 ЮМЗ Т2). С пассажирской эксплуатации были выведены троллейбусы Škoda 9Tr.
1995 год — в троллейбусном депо № 1 начаты работы по сооружению комплекса ежедневного обслуживания машин. Возведены стены, крыша, сделаны смотровые канавы, пол.
1996 год — в начале года стоимость проезда повысилась до 20000 украинских карбованцев. В июле появились новые троллейбусные маршруты, которые работали в режиме маршрутного такси. Они были введены для повышения уровня финансового обеспечения предприятия, потому что начались перебои с выплатами из городского бюджета компенсаций за перевозку пассажиров льготных категорий. Стоимость проезда в них составляла 40000 карбованцев., Против 20000 крб. в обычных троллейбусах. В режим маршрутных такси были переведены почти все более-менее новые троллейбусы. Однако этот эксперимент был воспринят негативно, и уже в 1997 году все троллейбусы снова вернулись в «обычный» режим. Изменена конечная остановка троллейбусных маршрутов № 7, 14, 17, 18, 20 в центре. Машины поворачивают на улицу Коцюбинского, а не на улицу Плеханова, как было раньше. Стал в строй комплекс ежедневного обслуживания машин в троллейбусном депо № 1.
1997 год — в феврале стоимость проезда в электротранспорте повысилась с 20 до 30 коп. В текущем году в Днепропетровске проводился конкурс мастерства водителей троллейбусов. В конце года получен один подарочный троллейбус ЮМЗ Т2 (№ 2524), на бортах которого красовались поздравления с 50-летним юбилеем троллейбусного движения от сотрудников «Южмаша».
1998 год — в первом полугодии поступило 5 новых троллейбусов ЮМЗ Т2. В августе происходит обвал в экономике, наступает экономический кризис, который, естественно, не могла не повлиять на работу электротранспорта. Кризис усугубляется тем, что как раз в этом году особенно активно начинают вводиться в эксплуатацию частные маршрутные такси. Были закуплены сотни микроавтобусов и выпущены на автобусные маршруты города. Сначала они практически полностью вытеснили с днепропетровских улиц автобусы большой вместимости, а затем взялись за переманивание к себе пассажиров с электротранспорта. Троллейбусы и трамваи медленно превращались в транспорт исключительно для «льготников» и малоимущих.
1999 год — открыт троллейбусный маршрут № 1 «Октябрьская площадь (ныне Соборная площадь) — ул. Титова». Впервые за два десятилетия город не получил ни одного нового троллейбуса. Но не это было самым страшным — летом началась практика укорачивание, то есть переработка в одиночные, сочлененных троллейбусов ЮМЗ Т1. Всего за текущий год подобным образом было переработано 11 на троллейбусы ЮМЗ Т1Р (Т2П).
2000 год — город не получает ни одного троллейбуса и трамвая. Продолжается укорочение троллейбусов ЮМЗ Т1 в модели ЮМЗ Т1Р (Т2П).
2001 год — Днепропетровск празднует свое 225-летие. В честь этого события 4 поступают новые троллейбусы ЮМЗ Т2, которым присвоены № 1530, 1531, 2532, 2533. Специально на заказ троллейбусы окрашены в нестандартные цвета, а на их бортах красовались подарочные надписи. Была сделана попытка организовать троллейбусный маршрут № 2 «Центральный вокзал — ж/м „Тополь-3“», однако он не пользовался популярностью из-за длительные интервалы (подвижной состав специально для него ведь никто не покупал). Маршрут просуществовал около полутора лет, после чего был отменен. Стоимость проезда выросла сначала с 30 до 40 копеек, а затем — почти сразу же до 50 копеек.
2003 год — на ЮМЗ изготовлен опытный образец нового троллейбуса ЮМЗ Е186, который демонстрируется в Днепропетровске на выставке городского транспорта в честь Дня города, 12 сентября. Однако, через тяжелое финансовое положение, о возможном приобретении этих машин в Днепропетровске не было и речи. Между тем намечается очередной кризис. Предприятие имеет большие долги за электроэнергию, вызванные тем, что бесплатный проезд пассажиров льготных категорий практически не компенсировался из городского бюджета в течение нескольких лет. В октябре и ноябре дважды происходит отключение электротранспорта от подачи электричества. Однако кризис преодолевают, хоть и с использованием непопулярных мер, таких как сокращение выпусков троллейбусов на маршруты. Ликвидирован троллейбусный маршрут № 8.
2006 год — впервые за последние 5 лет закуплены новые троллейбусы в количестве 6 штук.
2007 год — город получил 4 новых троллейбуса ЮМЗ Т2. Во время реконструкции Набережной им. Ленина закрыт маршрут № 13, что соединял центр и речной вокзал с жилыми массивами «Парус», «Коммунар» и «Красный Камень».
2008 год — получено 3 новых троллейбуса.
2009 год — снята контактная сеть по улице Дзержинского (бывший маршрут № 4). Летом, в связи с ремонтом проезжей части на проспекте Гагарина, был временно восстановлен маршрут № 8 в виде «Завод металлоизделей — просп. Пушкина». После завершения эксперимента, маршрут было решено оставить постоянным.
2010 год — с 1 октября возобновлен маршрут № 4 «Октябрьская площадь — Завод им. Петровского». Сначала планировалось укоротить маршрут до улицы Канатной, но потом было решено таки продлить до завода и станции метро «Металлургов».
21 июня 2011 года — стоимость проезда в электротранспорте составляет 1 грн. 25 коп. 26 по 30 сентября на территории троллейбусного депо № 1 прошел всеукраинский конкурс профессионального мастерства водителей троллейбуса.
29 сентября 2011 года — возобновлено движение троллейбусного маршрута «Б» с выпуском 2 единицы.
15 ноября 2011 года — стоимость проезда в городском электротранспорте выросла на 25 коп. и составляет 1 грн. 50 коп.
7 ноября 2012 года — Днепропетровскому троллейбусу исполнилось 65 лет.
21 января 2015 года — в троллейбусное депо № 2 поступил новый полунизкопольный троллейбус Днепр Т103 (№ 2542).
С 1 по 11 мая 2015 года, в связи с ремонтом рельсов на перекрестке проспекта Карла Маркса / улицы Ленина на трамвайном маршруте № 1, движение было прекращено. Зато на участке «Вокзал — ул. Центральная» временно был восстановлен маршрут троллейбуса № 2 «Вокзал — Парк им. Тараса Шевченко». 1 октября открыта новая троллейбусная линия, соединившая маршруты № 16 и 19 по Запорожскому шоссе. Поначалу курсировал маршрут № 19, который теперь со своей старой конечной направляется к конечной остановке маршрутов № 11, 16 и далее через улицу Паникахи мимо кинотеатра «Сич» выходит на Запорожское шоссе. В конце года получено еще 10 новых троллейбусов.
17 ноября 2016 года — в троллейбусное депо № 1 поступил первый низкопольный из 13 троллейбусов АКСМ-321 (№ 1553), а 28 ноября 2016 года второй (№ 2560) в троллейбусное депо № 2.
25 июня 2017 года — троллейбусный маршрут № 10 продлен до Соборной площади с остановками как у маршрутов № 9 и 16. Также через изменение конфигурации контактной сети, маршруты № 1 и 4 направляются на Соборную площадь через улицу Героев Крут.
2 августа 2017 года — после заводских испытаний, в депо № 1 поступило два троллейбуса Днепр Т203 (№ 1001 и 1002).
4 августа 2017 года — открыт маршрут № 14 «Ул. Глинки — ж/м Солнечный». Это первый троллейбусный маршрут, на котором начали работать троллейбусы Днепр Т203 с автономным ходом до 20 км.
7 ноября 2017 года — Днепровскому троллейбусу исполнилось 70 лет.
2017 год — начались работы по восстановлению движения троллейбусов по прежним маршрутом № 13, который прекратил свою работу в 2007 году, (от перекрестка Сичеславской Набережной по ул. Владимира Мономаха до жилого массива «Парус-2»).
15 декабря 2017 года — открыт троллейбусный маршрут № 2 «Ул. Глинки — ж/м „Парус-2“».
5 августа 2018 года стоимость проезда выросла на 2,5 грн — и составляет — 4 гривны
8 сентября 2018 года — открыт троллейбусный маршрут № 21 «Соборная Площадь — ж/м Сокол-2». Запуск нового маршрута обошёлся городскому бюджету в 33 млн гривен. Для того, чтобы удешевить строительство, решили не строить новую тяговую подстанцию, а реконструировать старую, которая питает все троллейбусные маршруты, которые идут через жилой массив «Тополь». Протяжённость маршрута составляет 21 км.
3 декабря 2018 года — троллейбусный маршрут № 19 «ж/м Тополь-1,3,2 — ул. Каверина» продлён до улицы Уральской. Маршрут продлён на 1,5 километра.
26 декабря 2018 года — троллейбусный маршрут № 5 «Улица Титова — Проспект Пушкина» продлён дальше по проспекту Пушкина, улице Курчатова, Автовокзала, Железнодорожного Вокзала, проспекту Дмитрия Яворницкого, улице Андрея Фабра, и вновь на проспект Пушкина, тем самым маршрут стал полукольцевым.
С 3 января 2020 года стоимость проезда повысилась 6 гривен.
12 сентября 2020 года — в день города открыт троллейбусный маршрут №6 «Соборная площадь — ж/м Приднепровск». Спускаясь с проспекта Яворницкого, троллейбус следует по Набережной Победы, без захода в жилые массивы, к Южному мосту. Проследовав последний, он выезжает на ул. Гаванскую, проезжая мимо Приднепровской ТЭС. Далее он следует по ул. Электрической, ул. Кольской и ул. 20-ти летия Победы, до кольца возле райисполкома. С пуском данного троллейбусного маршрута, электротранспорт Днепра пришёл в Приднепровск, в который раннее можно было попасть только автобусами или маршрутками. На маршруте работают троллейбусы БКМ с автономным ходом на суперконденсаторах, на конечной остановке на ж/м Приднепровск построена подстанция для подзарядки батарей.
11 сентября 2021 года — в день города открыт продлённый троллейбусный маршрут №12 (ул. Королевы Елизаветы II - ж/м Победа-6).

## Список маршрутов на 11 сентября 2021 года
- 1. Ул. Титова — Соборная пл.
- 2. Ул. Королевы Елизаветы II — Ж/м Парус-2
- 3. Пл. Старомостовая — ул. Холодильная
- 4*. Ст.м. «Металлургов» — Соборная пл.
- 5. Ул. Титова — Ж/д Вокзал
- 6. Соборная пл. — Ж/м Приднепровск
- 7. Ул. Европейская — ул. Холодильная
- 8. Просп. Леси Украинки  — Завод металлоизделий
- 9. Исторический музей — Завод металлоизделий
- 10. Исторический музей — Ж/м Победа-5
- 11*. Ж/м Тополь-2,3 — Завод металлоизделий
- 12. Ул. Королевы Елизаветы II — Ж/м Победа-6
- 14. Ул. Королевы Елизаветы II — Ж/м Солнечный
- 15*. Пл. Старомостовая — Каштановая ул.
- 16. Соборная пл. — Ж/м Тополь-3
- 17. Ул. Европейская — Ж/м Калиновский-6
- 19. Ул. Национальной Гвардии — Ж/м Тополь-3
- 20. Ул. Европейская — Ж/м Левобережный-3
- 21. Исторический музей — Ж/м Сокол-2
- А. Просп. Александра Поля — Исторический музей — Просп. Александра Поля (кольцевой маршрут по часовой стрелке)
- Б. Просп. Александра Поля — Просп. Дмитрия Яворницкого — Просп. Александра Поля (кольцевой маршрут против часовой стрелки)

Маршруты, отмеченные знаком *, работают только в будние дни, в часы пик

## Подвижной состав
20 января 2018 года в город Днепр от ООО «БКМ-Украина» поступил первый троллейбус АКСМ-321 с 13-ти заказанных в ходе тендера, который состоялся в августе 2017.
| Перечень подвижного состава по состоянию на 1 сентября 2024 | Перечень подвижного состава по состоянию на 1 сентября 2024 | Перечень подвижного состава по состоянию на 1 сентября 2024 |
| Пассажирский                                                | Пассажирский                                                | Пассажирский                                                |
| модель                                                      | Количество, шт.                                             | Из них работают                                             |
| ----------------------------------------------------------- | ----------------------------------------------------------- | ----------------------------------------------------------- |
| Дніпро Т203                                                 | 47                                                          | 46                                                          |
| ЮМЗ Т2                                                      | 42                                                          | 41                                                          |
| АКСМ-321                                                    | 38                                                          | 36                                                          |
| ЮМЗ Т1Р(Т2п)                                                | 23                                                          | 19                                                          |
| Дніпро Т103                                                 | 11                                                          | 11                                                          |
| ЗиУ-682 Г                                                   | 4                                                           | 4                                                           |
| ЮМЗ Т1                                                      | 6                                                           | 6                                                           |
| ЮМЗ Т2М                                                     | 1                                                           | 1                                                           |
| ЮМЗ Е-186                                                   | 1                                                           | 0                                                           |
| ЗиУ-683 Б [б00]                                             | 1                                                           | 1                                                           |
| Всего                                                       | 174                                                         | 164                                                         |
| Служебный                                                   |                                                             |                                                             |
| КТГ-1                                                       | 4                                                           | 4                                                           |
| Всего                                                       | 4                                                           | 4                                                           |

1. ↑  Днепр получает белорусские троллейбусы. Дата обращения: 25 июля 2021. Архивировано 23 января 2018 года.